# Залукі (Підляське воєводство)
Залукі (пол. Załuki) — село в Польщі, у гміні Ґрудек Білостоцького повіту Підляського воєводства.
Населення — 215 осіб (2011).
У 1975-1998 роках село належало до Білостоцького воєводства.

## Демографія
Демографічна структура станом на 31 березня 2011 року:
|          | Загалом | Допрацездатний вік | Працездатний вік | Постпрацездатний вік |
| -------- | ------- | ------------------ | ---------------- | -------------------- |
| Чоловіки | 101     | 27                 | 58               | 16                   |
| Жінки    | 114     | 31                 | 56               | 27                   |
| Разом    | 215     | 58                 | 114              | 43                   |